# 川越邦雄
川越 邦雄（かわごえ くにお、1920年12月12日 - 1994年11月2日）は、日本の建築学者。専門は防災科学および防火。日本火災学会会長などを歴任した。

## 経歴
東京府（現・東京都渋谷区）出身。父の丈雄は大蔵次官、平和相互銀行会長を歴任した。母のタミは陸軍大佐の長女。建設省建築研究所第5研究部長を経て、1969年に建設省建築研究所長となる。
1973年に東京理科大学教授に就任し、同大学火災科学研究所を主宰した。1984年に、日本建築設備安全センター理事長となった。
著書に『新建築学大系 12. 建築安全論』『建築施工』（建築士試験講座）など。日本建築学会特殊コンクリート造関係設計基準の基準作成関係委員も務めた。
1991年勲三等瑞宝章受章。1994年に日本建築学会賞大賞受賞。同年11月2日、肺癌のため死去。

## 親族
- 父：川越丈雄（大蔵次官）